# Cephalanthera rubra
La cefalantera rossa (Cephalanthera rubra (L.) Rich., 1817) è una piccola pianta erbacea e perenne dai delicati fiori rossi appartenente alla famiglia delle Orchidacee.

## Etimologia
Il nome del genere (Cephalanthera) deriva dal greco. La prima parte della parola significa “testa” (cephalos o kephalè), la seconda “antera” (antheros): indica ovviamente la forma del fiore simile ad una testa.
L'epiteto specifico (rubra) deriva ovviamente dal colore dei suoi fiori.
Il termine volgare di “Elleborine” (usato soprattutto nei paesi di lingua anglosassone) deriva da una certa rassomiglianza con alcuni fiori degli Ellebori.
In lingua tedesca questa pianta si chiama Rotes Waldvögelein; in francese si chiama Céphalanthère rouge; in inglese si chiama Red Hellborine.

## Descrizione

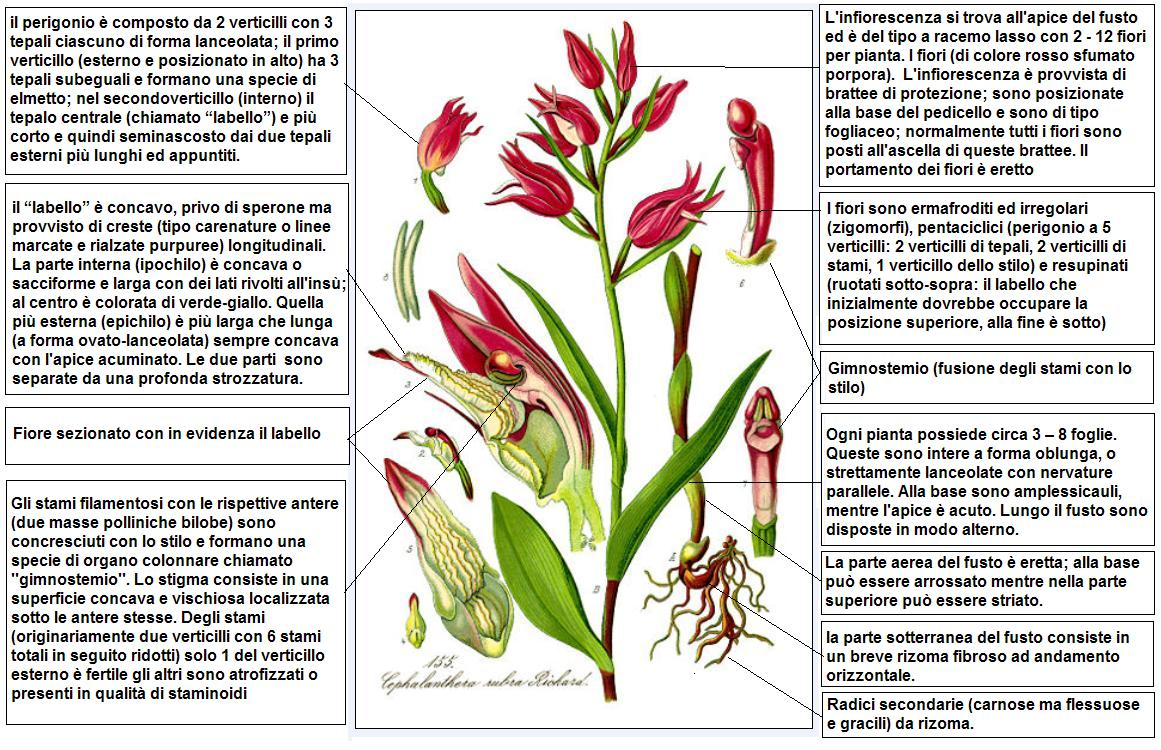
Descrizione delle parti della pianta

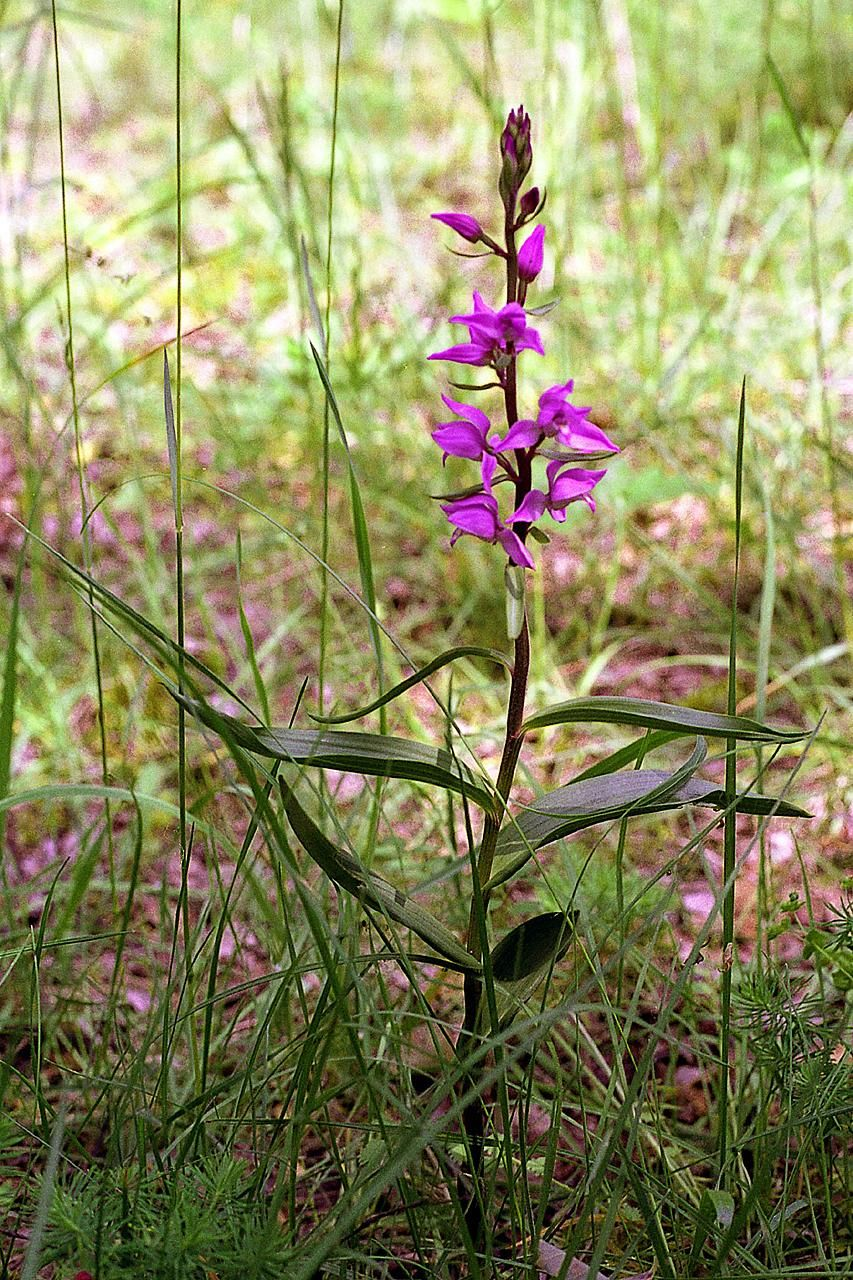
Il portamento

È una pianta perenne alta da 20 a 60 cm (massimo 80 cm). La forma biologica di questa orchidea è geofita rizomatosa (G rizh), ossia è una piante con un particolare fusto sotterraneo, detto rizoma, che ogni anno si rigenera con nuove radici e fusti avventizi. Queste piante, contrariamente ad altri generi di orchidee, non sono epifite, ossia non vivono sui (epi) tronchi e rami di altri vegetali legnosi; quindi vengono raggruppate fra le orchidee terrestri.

### Radici
Le radici sono secondarie (carnose ma flessuose e gracili) da rizoma.

### Fusto
- Parte ipogea: la parte sotterranea del fusto consiste in un breve rizoma fibroso ad andamento orizzontale.
- Parte epigea: la parte aerea del fusto è eretta; alla base può essere arrossato mentre nella parte superiore può essere striato. È lievemente peloso (glanduloso).

### Foglie
Ogni pianta possiede circa 3 – 8 foglie. Queste sono intere a forma oblunga, o strettamente lanceolate con nervature parallele (come la maggioranza delle monocotiledoni). Alla base sono amplessicauli, mentre l'apice è acuto. Lungo il fusto sono disposte in modo alterno. Dimensioni delle foglie: larghezza 1 – 3 cm; lunghezza 7 – 14 cm.

### Infiorescenza

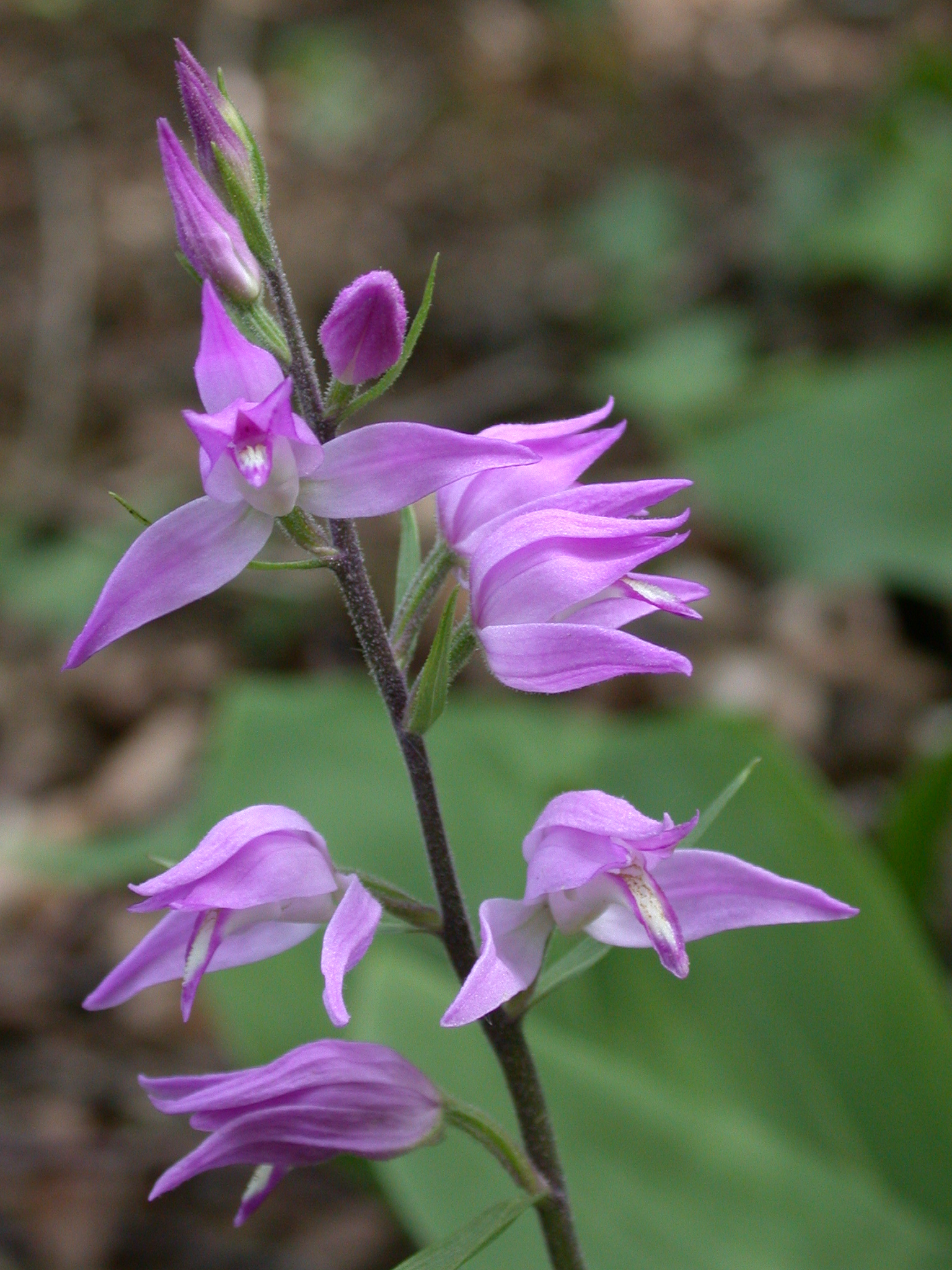
Infiorescenza

L'infiorescenza si trova all'apice del fusto ed è del tipo a racemo lasso con 2 - 12 fiori per pianta. I fiori (di colore rosso sfumato porpora) in genere rimangono socchiusi, si aprono appena un po' nelle ore più luminose e calde della giornata. L'infiorescenza è provvista di brattee di protezione lunghe come il fiore (o meno); sono posizionate alla base del pedicello e sono di tipo fogliaceo; normalmente tutti i fiori sono posti all'ascella di queste brattee. Il portamento dei fiori è eretto (contrariamente al portamento pendulo dei fiori del genere affine Epipactis). Dimensione del racemo: 12 cm.

### Fiori

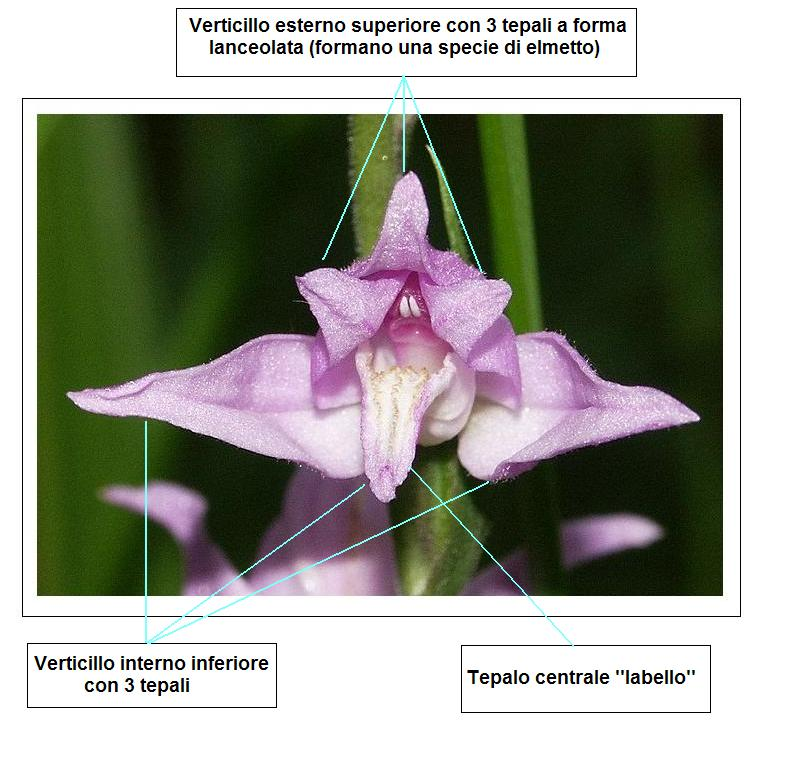
Descrizione delle parti del fiore

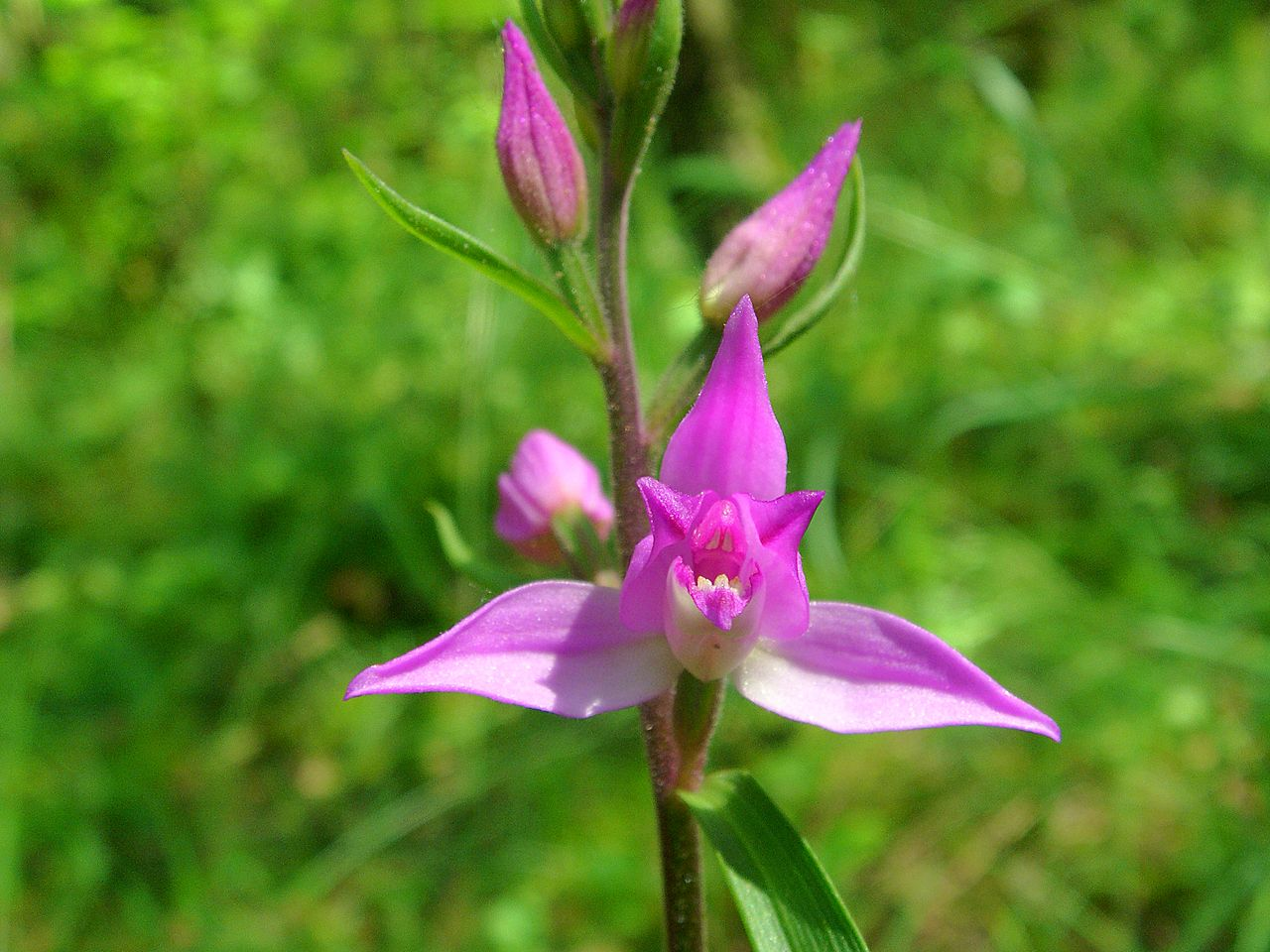
Il fiore

I fiori sono ermafroditi ed irregolari (zigomorfi), pentaciclici (perigonio a 5 verticilli: 2 verticilli di tepali, 2 verticilli di stami, 1 verticillo dello stilo) e resupinati (ruotati sottosopra: il labello che inizialmente dovrebbe occupare la posizione superiore, alla fine è sotto). Sono inoltre privi di sperone (struttura tipica della maggior parte delle orchidee). Dimensione del fiore: 15 – 22 mm.
- Formula fiorale: per queste piante viene indicata la seguente formula fiorale:

P 3+3, [A 1, G (3)]
- Perigonio: il perigonio è composto da 2 verticilli con 3 tepali ciascuno di forma lanceolata; il primo verticillo (esterno e posizionato in alto) ha 3 tepali sub-eguali e formano una specie di elmetto; nel secondo verticillo (interno) il tepalo centrale (chiamato “labello” - vedi sotto) e più corto e quindi seminascosto dai due tepali esterni più lunghi ed appuntiti. Dimensione media dei tepali: 20 mm.
- Labello: il labello è concavo, privo di sperone ma provvisto di creste (tipo carenature o linee marcate e rialzate di colore purpureo) longitudinali. La parte interna (ipochilo) è concava o sacciforme e larga con dei lati rivolti all'insù; al centro è colorata di verde-giallo. Quella più esterna (epichilo) è più larga che lunga (a forma ovato-lanceolata) sempre concava con l'apice acuminato. Le due parti (ipochilo e epichilo) sono separate da una profonda strozzatura. Lunghezza del labello: 18 – 23 mm.
- Ginostemio: gli stami filamentosi con le rispettive antere (due masse polliniche bilobe) sono concresciuti con lo stilo e formano una specie di organo colonnare chiamato  ginostemio[2]. Lo stigma consiste in una superficie concava e vischiosa localizzata sotto le antere stesse. Degli stami (originariamente due verticilli con 6 stami totali in seguito ridotti) solo 1 del verticillo esterno è fertile gli altri sono atrofizzati o presenti in qualità di staminoidi (sono stami che in alcuni casi – in altre specie - possono assumere caratteri morfologici petaloidei).
- Ovario: l'ovario è sub-cilindrico, infero, formato da tre carpelli saldati in modo uniloculare; l'ovario inoltre è privo di peduncolo (è quindi sessile) ed è resupinato (o contorto – ruotato di 180º).
- Fioritura: tra maggio e luglio.

### Frutti

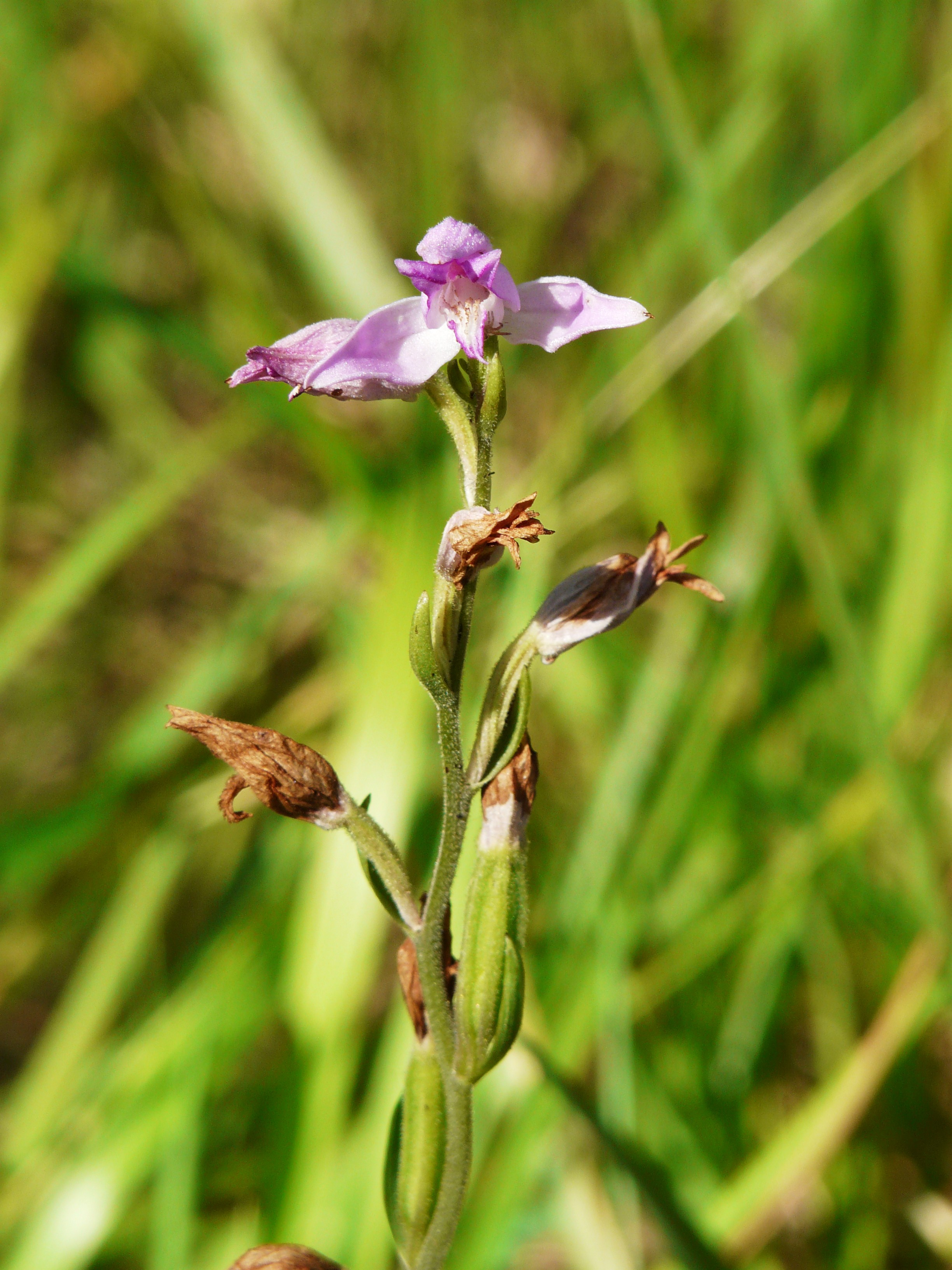
I frutti

Il frutto consiste in una capsula deiscente  (si apre per più fenditure) a tre valve contenente numerosissimi minuti semi che il vento può trasportare facilmente (similmente alle spore). Questi semi sono privi di endosperma e gli embrioni contenuti in essi sono poco differenziati in quanto formati da poche cellule. Queste piante vivono in stretta simbiosi con micorrize endotrofiche, questo significa che i semi possono svilupparsi solamente dopo essere infettati dalle spore di funghi micorrizici (infestazione di ife fungine). Questo meccanismo è necessario in quanto i semi da soli hanno poche sostanze di riserva per una germinazione in proprio..

## Biologia
La riproduzione di questa pianta può avvenire in due modi: 
- per via vegetativa in quanto i rizomi possono emettere gemme avventizie capaci di generare nuovi individui.
- per via sessuata grazie all'impollinazione entomogama; i fiori di queste piante sono privi di nettare ma gli insetti pronubi sono attratti dalla zona centrale verde-gialla del labello che viene scambiata per stami ricchi di polline ("inganno visivo").

## Distribuzione e habitat
Il tipo corologico (area di origine) è Eurasiatico ma anche Asiatico occidentale.
In Europa non è segnalata nei Monti Balcani, mentre è comune altrove. In Italia è comune al nord, rara al centro e sud. Nelle Alpi è presente in tutte le regioni. 
Sui rilievi queste piante si possono trovare fino a 1800 m s.l.m.; frequentano quindi i seguenti piani vegetazionali: collinare, montano e in parte subalpino. In pianura difficilmente scende sotto i 300 m s.l.m..
L'habitat tipico di questa orchidea sono i boschi e cespuglieti. In particolare nelle pinete, nei gineprai, nelle faggete e nei querceti sub-mediterranei. Il substrato preferito è calcareo con pH basico e bassi valori nutrizionali del terreno che deve essere secco.

### Fitosociologia
Dal punto di vista fitosociologico la specie Cephalanthera rubra appartiene alla seguente comunità vegetale:
Formazione: delle comunità forestali
Classe: Quercetea pubescentis

## Tassonomia
Il genere Cephalanthera comprende una decina di specie diffuse in Europa e in Asia, delle quali tre sono spontanee della flora italiana localizzate soprattutto nella zona del castagno e del faggio.
La collocazione sistematica di queste piante, nel corso del tempo, non è stata sempre la stessa. Linneo inizialmente le attribuì al genere Serapias; nel 1817 il botanico francese Richard (1754 - 1821) le assegnò al genere Cephalanthera (la creazione del nome di questo genere è sua e risulta nell'opera intitolata ”De Orchideis Europaeis Annotationes”), mentre alcuni Autori inglesi le preferiscono collegate al genere Epipactis - Elleborine (le “Cefalantere” sono conosciute anche con il nome volgare di “Elleborine” - nome comune a più tipi di piante), un genere estremamente affine per struttura morfologica al genere Cephalanthera (a parte l'ovario che nelle Epipactis non è contorto ed è pedicellato).
Le Cefalantere appartengono alla sottofamiglia Epidendroideae caratterizzata dall'avere lo stame (l'unico fertile) ripiegato sopra il ginostemio e labello composto da due pezzi distinti: ipochilo e epichilo.
Il numero cromosomico di C. rubra è 2n = 44.

### Ibridi
Con la specie Cephalanthera rubra la pianta Cephalanthera longifolia forma il seguente ibrido interspecifico:
- Cephalanthera × otto-hechtii G. Keller in Keller, Schlechter & Soó (1936)

### Sinonimi
La specie Cephalanthera rubra ha avuto nel tempo diverse nomenclature. L'elenco che segue indica alcuni tra i sinonimi più frequenti:
- Cephalanthera comosa Tineo (1844)
- Epipactis purpurea Crantz (1769)
- Helleborine rubra (L.) Schrank (1814)
- Limodorum rubrum (Rich.) Kuntze (1891)
- Serapis rubra L. (1767) (basionimo)

### Specie simili
Senza l'infiorescenza (individui sterili con sole foglie basali) varie specie boschive possono essere confuse con la “Cefalantera rubra”. È utile in questo caso esaminare attentamente le caratteristiche morfologiche della lamina fogliare che è 10 volte più lunga che larga con 5 nervi principali e circa 20 secondari. Le specie che in stato sterile possono essere confuse sono le seguenti:  Cephalanthera longifolia – Cephalanthera damasonium - Epipactis atrorubens - Epipactis helleborine - Lilium bulbiferum.

In particolare qui confrontiamo la “Cefalantera rossa” con due specie dello stesso genere:
- Cephalanthera damasonium  (Miller) Druce  – Cefalantera bianca: si differenzia per le foglie più ellittiche (il rapporto tra lunghezza e larghezza è circa 2,5) e la colorazione dei fiori (bianco giallastro).
- Cephalanthera longifolia  (L.) Fritsch  - Cefalantera maggiore: si differenzia per le foglie lievemente più lunghe (oltre 15 cm) e il colore dei fiori (bianco candido).

## Usi

### Giardinaggio
Queste piante trovano un buon impiego nei giardini rocciosi e alpini su terreni calcarei e luoghi a mezza ombra.

## Conservazione
Come tutte le orchidee è una specie protetta e quindi ne è vietata la raccolta e il commercio ai sensi della Convenzione sul commercio internazionale delle specie minacciate di estinzione (CITES).

## Galleria d'immagini

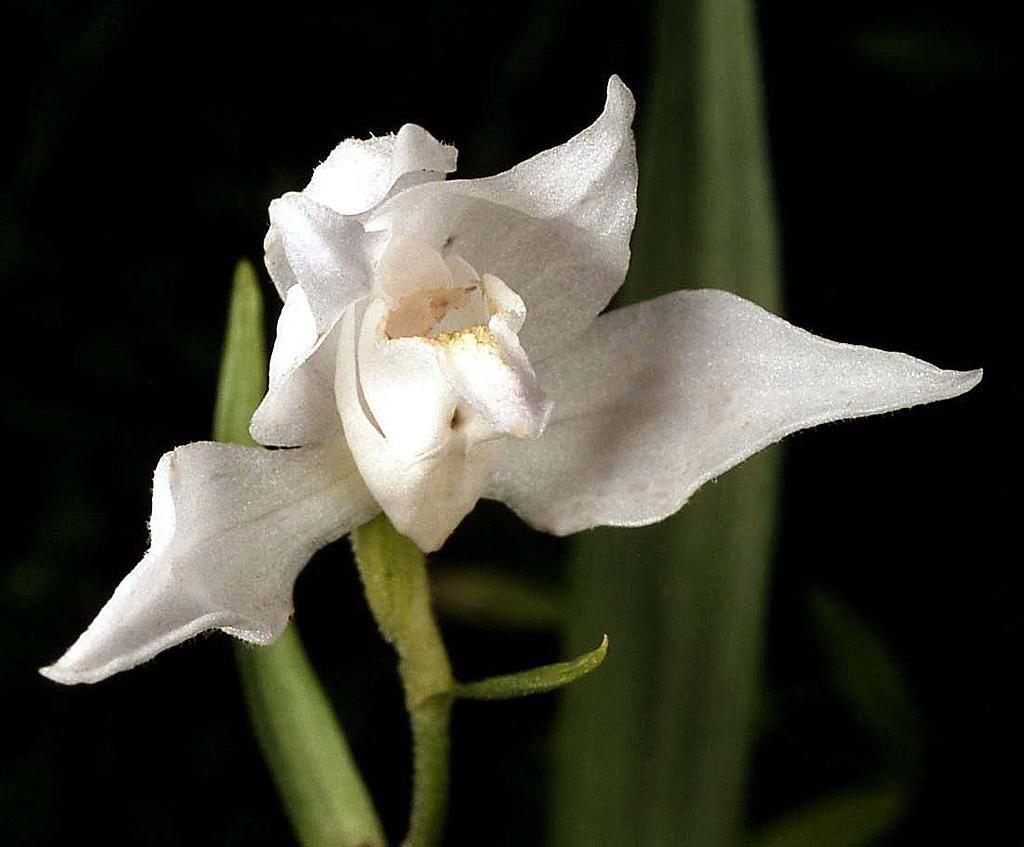
(variante alba)
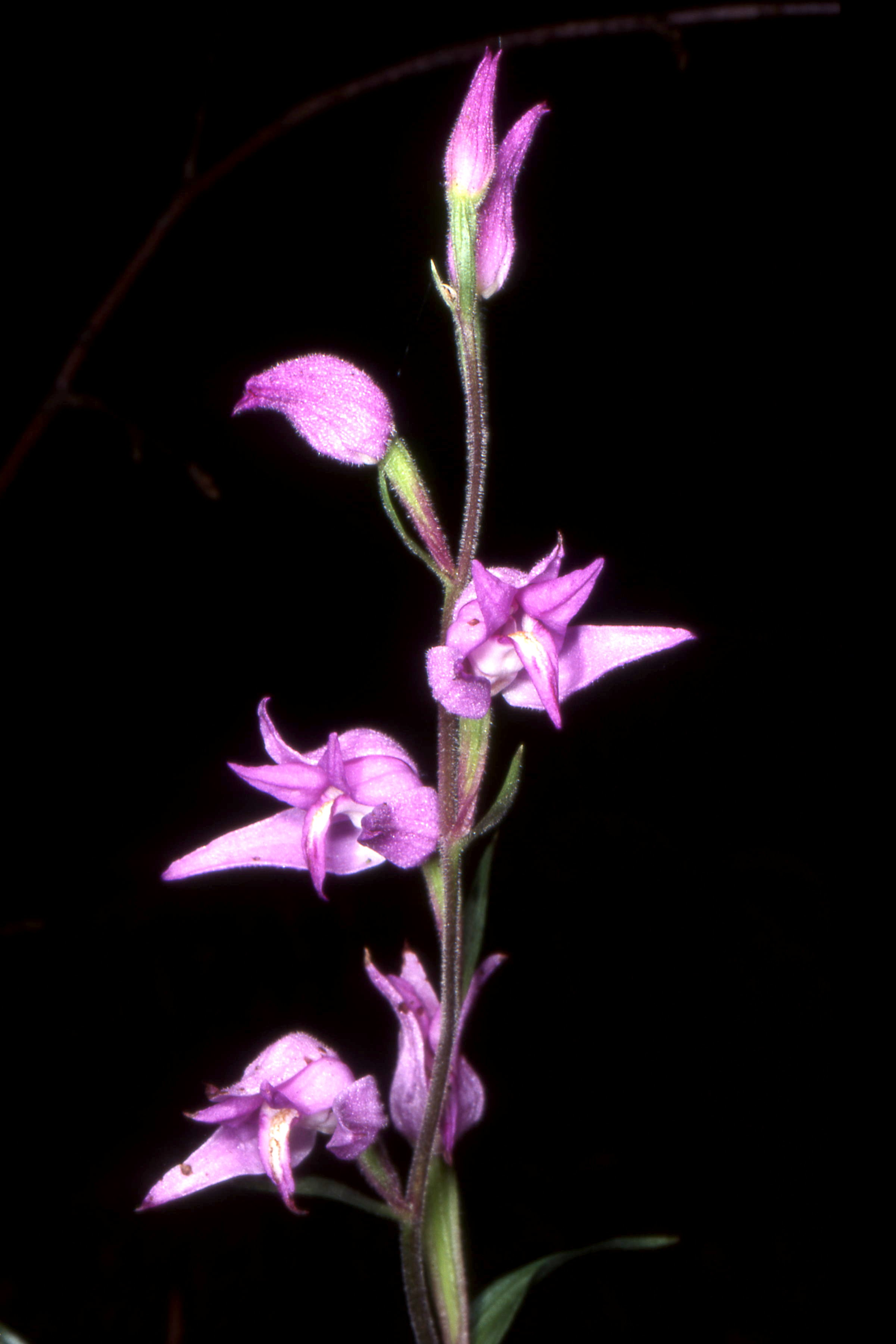
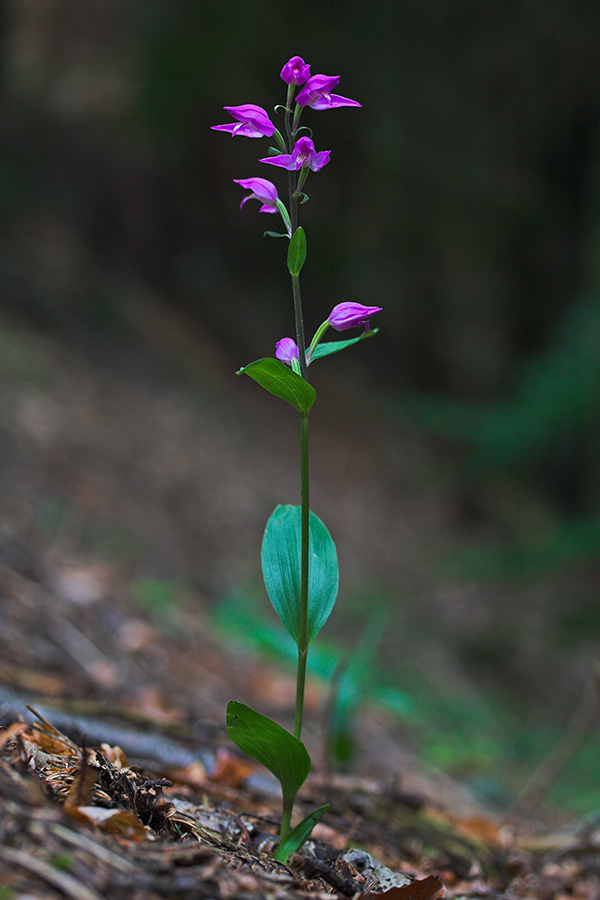
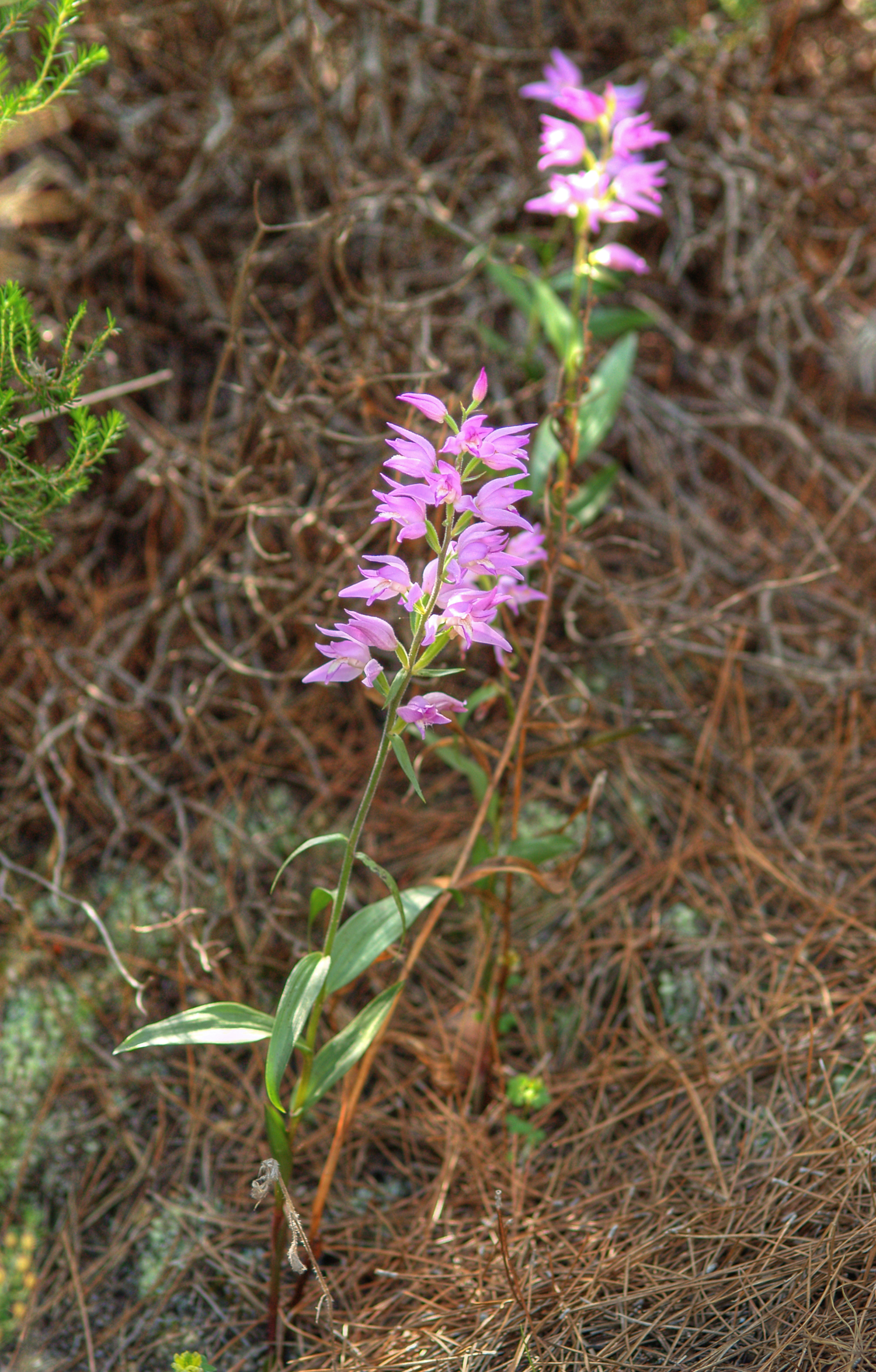